# Håkansböle

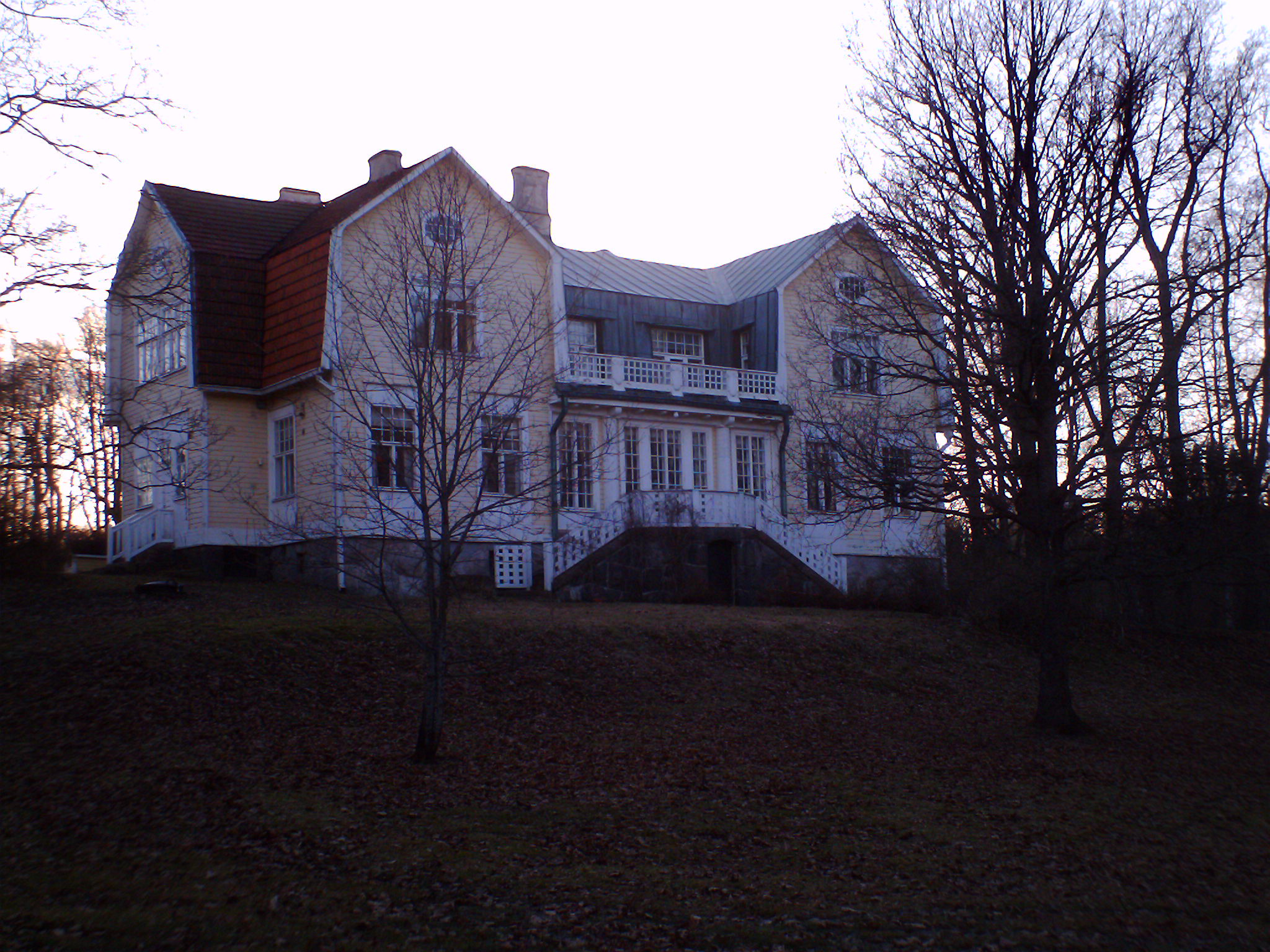
Håkansböle gårds huvudbyggnad i jugendstil

Håkansböle (finska: Hakunila) är en stadsdel i Vanda stad i landskapet Nyland. 
Det bor cirka 12 000 människor i Håkansböle som ligger i östra Vanda. Stadsdelen gränsar till Lahtisleden i väster, Ring III i söder, Gjutan och Sottungsby i öster, samt Östra Haxböle i norr. Centrum i Håkansböle byggdes på 1970-talet som ett tätt höghusområde på en ås. Runt omkring finns småhusbebyggelse samt friluftsområden. 

## Historia
En gammal by har funnits vid Kormängsbäcken på den östra sidan av Håkansbölebacken sedan flera sekler tillbaka. På 1600-talet grundades två herrgårdar på området Håkansböle gård och Nissbacka gård. Själva stadsdelen Nissbacka ligger 6 kilometer från Nissbacka gård. Namnet Håkansböle kommer av den första kända ägaren av markerna, Håkan Jönsson som levde på 1500-talet. Håkansböle gård ägs nuförtiden av Vanda stad och till helheten hör bland annat huvudbyggnaden i jugendstil, ritad av Armas Lindgren 1905, samt mutterlusthuset som byggdes till Sveriges kung Gustav III besök år 1775. Nissbacka gård brann år 1935 och ruinerna finns fortfarande kvar. 

## Håkansböle storområde
Håkansböle storområde (mörkgrön på kartan) omfattar 9 stadsdelar i östra Vanda. Storområdet hade 31 000 invånare år 2023.

## Service
I centrum av Håkansböle finns ett köpcentrum med bland annat snabbköp och apotek, samt restauranger och barer. Det finns också flera skolor, ett bibliotek och en kyrka i stadsdelen, samt en simhall. 

## Håkansböle på film
På sommaren 2002 filmades den finska filmen Nousukausi i Håkansböle. Håkansböle skulle föreställa Helsingforsförorten Jakobacka där också inspelningar skedde. Scener filmades i Håkansböle köpcentrum och på Ormberget. 